# Heinrich Othmar Abel
Heinrich Othmar Abel (* um 1580; † 1630) war ein deutscher Musiker und erster bekannter Vorfahr der Musikerfamilie Abel.

## Leben
Nachdem sich Abel einige Zeit als Musiker in Magdeburg aufgehalten hatte, wurde er um 1600 in Braunschweig Ratsmusiker. Aus konfessionellen Gründen ging er um 1610 nach Bremen, wo er 1615 das Bürgerrecht erlangte. Um 1630 stand er in Diensten von Clamor Eberhard von dem Bussche (1611–1666) auf Schloss Hünnefeld. Unter Abels Nachkommen finden sich bedeutende Musiker wie sein Sohn, der Cembalist Ernst Abel (um 1610–1680), dessen Sohn und sein Enkel Clamor Heinrich Abel, dessen Sohn Christian Ferdinand Abel und dessen Söhne Leopold August Abel und Carl Friedrich Abel.